# Casa del marqués de Gandul

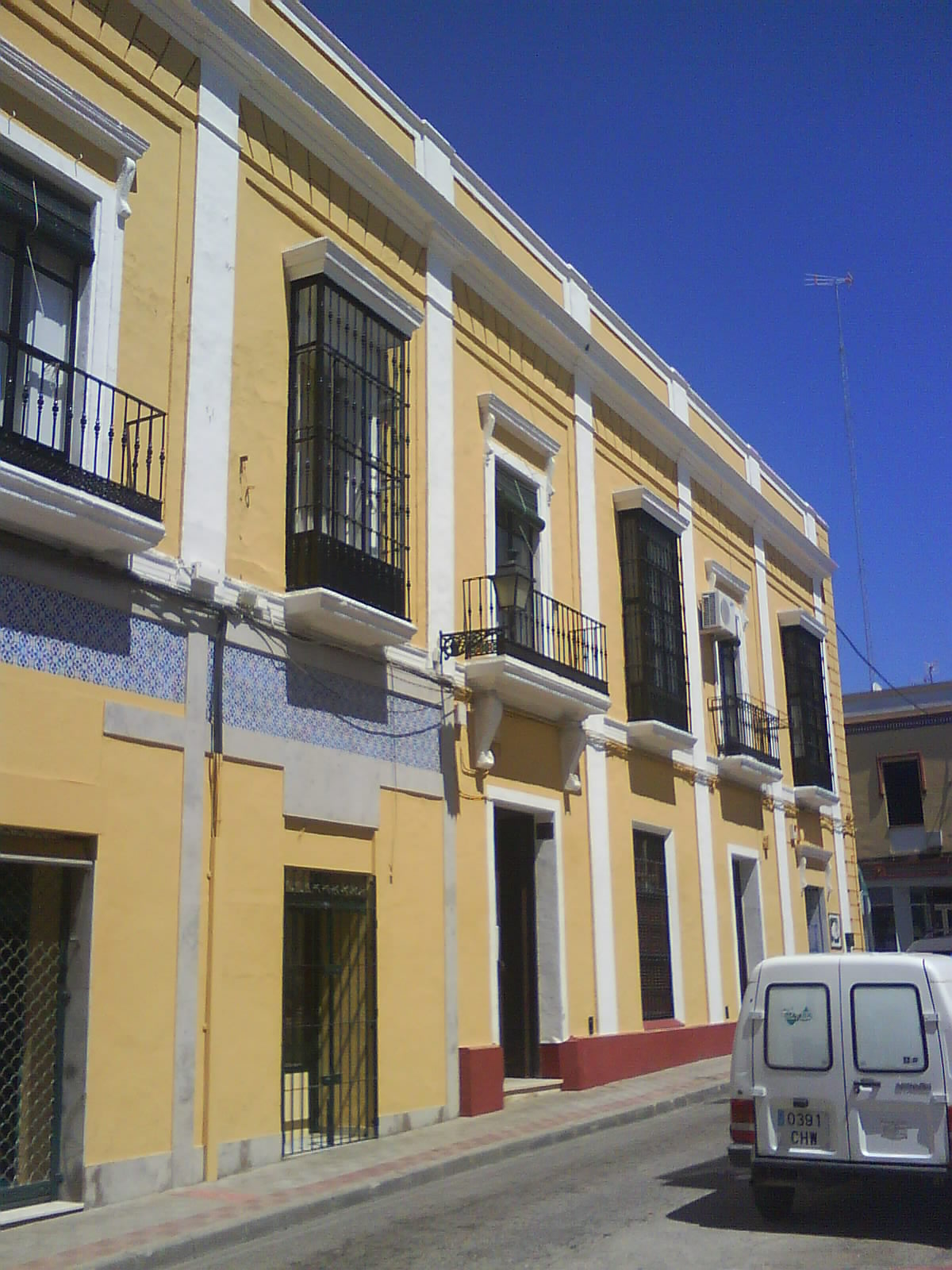
Fachada de la casa del marqués de Gandul, construida a finales del siglo XVIII. Alcalá de Guadaíra (Sevilla).

La casa del Marqués de Gandul es un edificio situado en el centro urbano de la ciudad española de Alcalá de Guadaíra (Sevilla), en la calle Alcalá y Orti (popularmente conocida como La Cañada) n-º 16. No confundir la casa del Marqués de Gandul en Alcalá de Guadaíra con el palacio de Gandul, residencia rural que los señores de Gandul levantan en su villa a principios del siglo XVII. 

## Historia

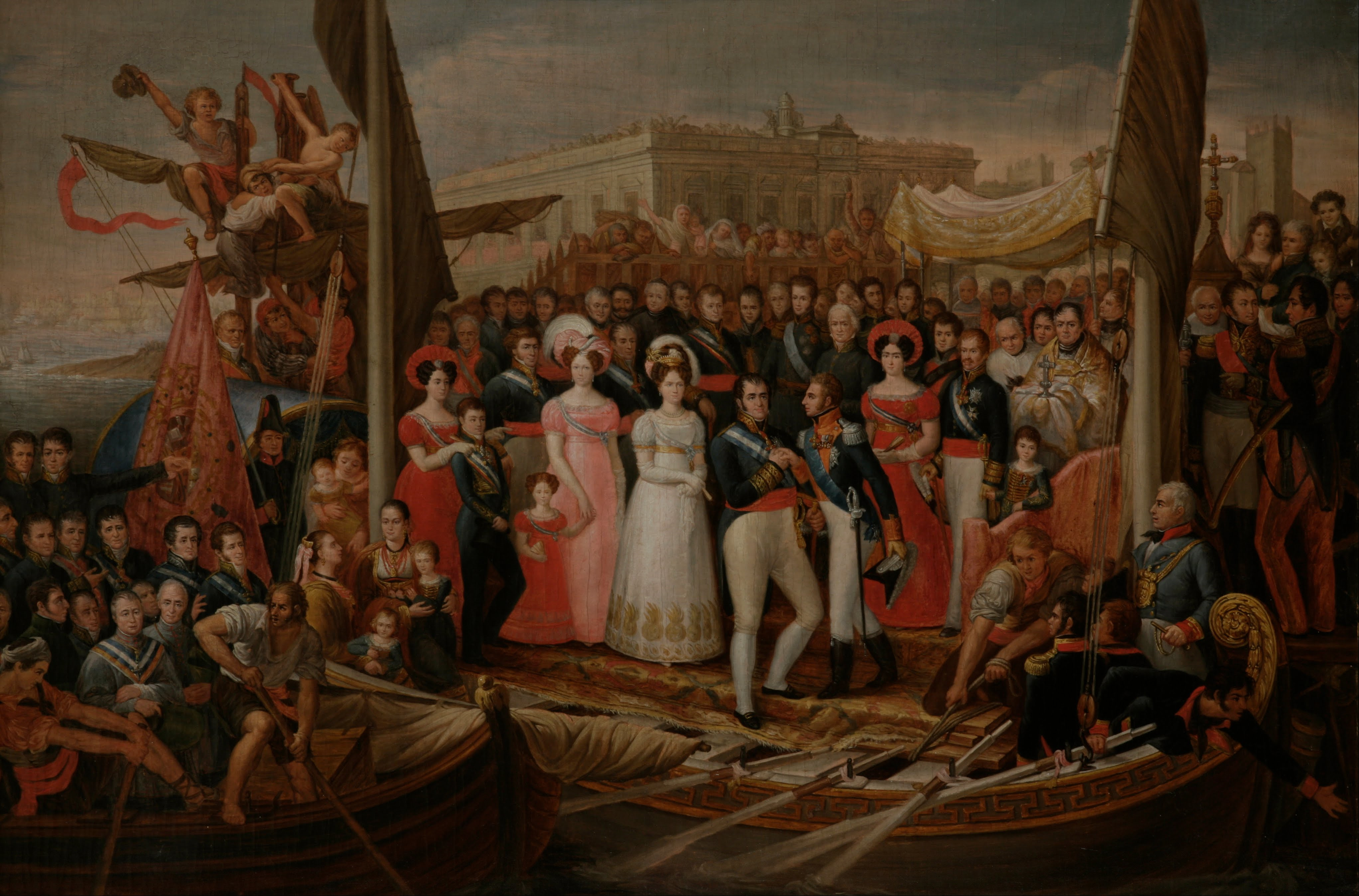
Desembarco en el Puerto de Santa María el 1 de octubre de 1823 de Fernando VII y la familia real procedentes de Cádiz, donde habían sido retenidos por el gobierno liberal. Recibe al rey en primer plano el duque de Angulema, su liberador. 22 días después de esta escena, en su camino de retorno a Madrid, los principales figurantes en ella se dieron cita en la casa del marqués de Gandul de Alcalá de Guadaíra.

La casa del Marqués de Gandul es una construcción de estilo neoclásico de dos plantas de aproximadamente 45 metros de fachada, originalmente situada entre medianeras, aunque en la actualidad hace esquina con la calle Pescadería. Es una de las construcciones civiles con más valor patrimonial del casco urbano de Alcalá de Guadaíra y así lo recogía el Plan General de Ordenación Urbana (PGOU) de Alcalá de Guadaíra de 1994 que catalogaba este inmueble con protección estructural. En el Avance del PGOU de 2006 se cataloga como inmueble de carácter arquitectónico/etnológico con nivel de protección 1: protección integral.
La fachada presenta un sobrio esquema neoclásico ordenado horizontalmente en dos plantas delimitadas por una moldura, y verticalmente en siete vanos separados por pilastras. En cada vano de la planta superior se abre un hueco que alternativamente aparece como balcón o como cierro enrejado, de tal modo que en el vano central se sitúa la puerta de la casa y en la planta superior el balcón principal, que difiere de los demás por sustentarse sobre dos ménsulas de corte clásico. El alzado del inmueble se remata con una potente cornisa que corre a lo largo de todo el frente de fachada y un pretil. En ambos extremos de la fachada y sobre los vanos entre pilastras aparece un aparejo de sillares decorativo. Tiene patio interior cuadrado de aproximadamente 6 x 6 metros de longitud con cuatro columnas de mármol de orden toscano sobre las que apoyan cuatro arcos rebajados o escarzanos.
En 1780, Álvaro Antonio Pacheco y Ortega, IV marqués de Gandul, era ya vecino de Alcalá de Guadaíra y figuraba como hermano mayor de la cofradía del Santo Entierro de la localidad. En torno a esta fecha se podría situar la construcción de su casa en Alcalá, ya que hasta entonces los marqueses de Gandul tenían su residencia habitual en Sevilla. Si bien es probable también que la configuración de la fachada pudiera ser producto de alguna reforma de principios del siglo XIX.
En 1784 el marqués don Álvaro Pacheco vuelve a fijar su residencia permanente en Sevilla y la casa de Alcalá de Guadaíra será utilizada desde entonces como residencia de verano. En tiempos de su hijo Francisco Pacheco y Gómez de Barreda, V marqués de Gandul, se producen dos visitas reales a este edificio, motivo por el cual la casa lució sobre su puerta durante mucho tiempo unas cadenas, antiguo privilegio que indicaba que un lugar había alojado hospitalariamente al rey. 
La primera ocasión fue al anochecer del 12 de junio de 1823, cuando el rey Fernando VII, la reina, infantes y demás miembros de la familia real pasaron por Alcalá de Guadaíra camino de Cádiz, conducidos por el gobierno liberal que huía de Sevilla ante la invasión de los Cien Mil Hijos de San Luis. Dada la precipitación con la que se organizó la retirada de Sevilla, el mayordomo mayor de palacio, con el consentimiento de las autoridades liberales, se adelantó esa tarde a Alcalá de Guadaíra para pedirle al marqués de Gandul, que a la sazón se encontraba allí, que ofreciera su casa para que los reyes hicieran un alto en el camino para cenar. En sus memorias, referidas por el historiador Joaquín Guichot, el mayordomo mayor de Fernando VII, José Gabriel de Silva-Bazán, cuenta cómo llegaron los reyes a la casa del marqués de Gandul:

Al llegar á Alcalá se dirigió S. M. á la casa del marqués; mas como hacia muy poco tiempo que se había recibido el aviso, la cena aún no estaba pronta para servirla, y solo lo que estaba puesto era la mesa para las reales personas en el mismo cuarto en donde entraron a descansar porque sin duda la casa no tiene otro mayor.
Apenas acabada la cena, el general que mandaba las tropas se aproximó á S. M. y le expuso la necesidad de ponerse inmediatamente en camino. El rey obedeció y entró de nuevo en su coche.

La segunda visita real fue el 23 de octubre del mismo año. Esta vez en mejores circunstancias para Fernando VII, que regresaba a Madrid después de haberse restablecido su gobierno absolutista, volvió a visitar la casa del marqués de Gandul a su paso por Alcalá de Guadaíra, donde se sirvió un almuerzo con todo el ceremonial y etiqueta de palacio.
En agosto de 1834 fallecieron en esta casa don Francisco Pacheco y Gómez de Barreda y su esposa doña Ignacia de Aragón y Saavedra, marqueses de Gandul, muy probablemente víctimas de la epidemia de cólera morbo que ese año afectó a la región.
A finales del siglo XIX los marqueses de Gandul venden el inmueble a particulares. A principios del siglo XX sirvió como ayuntamiento de la población y más tarde se transformó en viviendas. Ha llegado a la actualidad como edificio residencial y de locales comerciales.